# Kedungori
Kedungori is een bestuurslaag in het regentschap Demak van de provincie Midden-Java, Indonesië. Kedungori telt 2792 inwoners (volkstelling 2010).